# S・S・ラージャマウリ
S・S・ラージャマウリ（S. S. Rajamouli、1973年10月10日 - ）は、インドのテルグ語映画で活動する映画監督、脚本家。カルナータカ州ライチュール出身で、父親は脚本家のV・ヴィジャエーンドラ・プラサード、妻は美術デザイナーのラーマ・ラージャマウリで、彼女との間に2人の子供がいる。

## 人物
ハイ・ファンタジー作品を多く手掛けており、代表作に『マガディーラ 勇者転生』『マッキー』があり、全2部作で製作された『バーフバリ 伝説誕生』『バーフバリ 王の凱旋』はそれぞれブリュッセル国際ファンタスティック映画祭、英国映画協会のプレミア上映に招待されるなど国際的にも高い評価を得ている。『バーフバリ 伝説誕生』は国家映画賞 長編映画賞を受賞し、サターンファンタジー映画賞にノミネートされている。その他の作品として、スポーツ映画『Sye』や社会問題を題材にした『Vikramarkudu』などが知られ、インド国際映画祭で上映されている。また、『あなたがいてこそ』『Vikramarkudu』『チャトラパティ』はインド国内の様々な言語でリメイクされている。
ラージャマウリは国家映画賞で2つの賞、フィルムフェア賞 南インド映画部門で3つの賞、ナンディ賞で3つの賞、IIFAウトサヴァム、第5回南インド国際映画祭でそれぞれ1つの賞、スター・ワールド・インディアの「2012エンターテイナー・オブ・ザ・イヤー」、CNNニュース18の「2015インディアン・オブ・ザ・イヤー・イン・エンターテインメント」を受賞している。2016年にはインド芸術分野における貢献を讃えられ、民間人に与えられる勲章の中で第4級に当たるパドマ・シュリー勲章を授与された。2017年には『バーフバリ 王の凱旋』がインディアン・フィルム・フェスティバル・メルボルンのテルストラ・ピープルズ・チョイス・アワードを受賞した。

## キャリア

### 監督デビュー

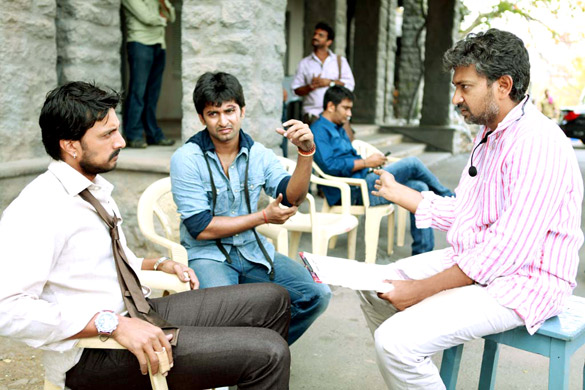
『マッキー』の撮影現場（左からスディープ、ナーニ、ラージャマウリ）

ラージャマウリは映画監督K・ラーガヴェンドラ・ラーウの下で、Eenaduテレビのテルグ語連続ホームドラマの撮影に参加するようになる。2001年にN・T・ラーマ・ラオ・ジュニア主演の映画『Student No.1』で映画監督としてデビューし、2年後の2003年に2作目の映画『Simhadri』を製作した。この2年間に自身初となるマラヤーラム語映画をモーハンラール主演で企画するが、この企画は途中で没になってしまった。この企画に美術助監督として参加していたマヌ・ジャガスは、映画用に描いたスケッチを2015年に販売している。2004年に第3作となるラグビーを題材にした映画『Sye』をニティーンとジェネリア・デソウザ主演で製作した。この映画では撮影監督としてK・K・センティル・クマールが初めてラージャマウリ作品に参加し、その後も自身の作品に頻繁に起用するようになった。2005年の映画『チャトラパティ』では、クマールと同様にラージャマウリ作品の常連となるM・M・キーラヴァーニ（ラージャマウリの従兄）が音楽を担当している。
2006年にラヴィ・テージャ主演の映画『Vikramarkudu』を製作した。映画は興行的に成功を収め、それぞれヒンドゥー語映画『Rowdy Rathore』、タミル語映画『Siruthai』としてリメイクされている。2007年にはファンタジー映画『ヤマドンガ』を製作し、批評家から絶賛された。2009年に製作した映画『マガディーラ 勇者転生』は、テルグ語映画の中で最も大きな商業的成功を収めた映画の一つとなっている。ラージャマウリは、この映画でナンディ賞 監督賞とフィルムフェア賞 テルグ語映画部門監督賞を受賞し、さらに映画は国家映画賞 振付賞を受賞している。2010年製作のコメディ・スリラー映画『あなたがいてこそ』は、ヒンディー語映画『ターバン魂』としてリメイクされている。ラージャマウリはテレビ番組で、自身の監督作品の中で『あなたがいてこそ』を最も気に入っている作品に挙げている。

### 国際的知名度の上昇

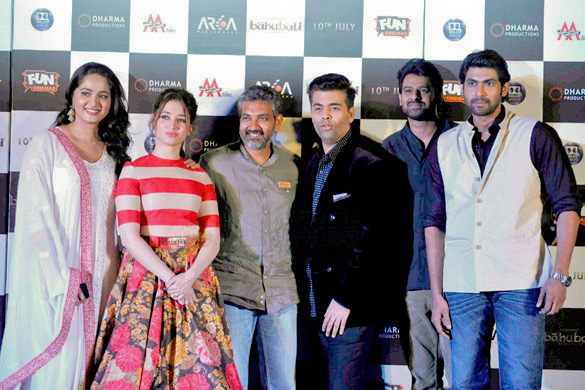
『バーフバリ 伝説誕生』の予告編発表会見（左からアヌシュカ・シェッティ、タマンナー・バティア、ラージャマウリ、カラン・ジョーハル、プラバース、ラーナー・ダッグバーティ）

2012年にラージャマウリはファンタジー映画『マッキー』を製作し、フランスの国際映画祭で上映された。また、タミル語版は第10回チェンナイ国際映画祭で上映された。『マッキー』は第8回トロント・アフター・ダーク映画祭でアクション映画賞、特殊効果賞など9つの賞、ブラジルのファンタスポア映画祭美術賞を受賞、マドリード国際映画祭の作品賞など6つの賞にノミネートされ、第66回カンヌ国際映画祭、第16回上海国際映画祭、富川国際ファンタスティック映画祭で上映されるなど国際的にも評価されている。
2015年に全2部作の前編となる叙事詩的映画『バーフバリ 伝説誕生』を製作し、同作はインド映画の歴代国際興行記録第2位となった。同作はサンジーヴ・バスカールによってBBCの番組で取り上げられ、ラージャマウリの活動はハリウッド・リポーターやガーディアン、ハフィントン・ポストなどで取り上げられた。映画はインド国内で数多くの映画賞を受賞したほか、サターン賞で5つの賞にノミネートされている。また、釜山国際映画祭、シッチェス・カタロニア国際映画祭、ユートピアル、金馬奨、タリン・ブラックナイト映画祭、L'Étrange Festival、ポーランドの5つの映画祭、ハワイ国際映画祭、ブリュッセル国際ファンタスティック映画祭、カンヌ国際映画祭など各地の映画祭で上映された。後編『バーフバリ 王の凱旋』は英国映画協会、モスクワ国際映画祭に招待されプレミア上映された。

## 作風

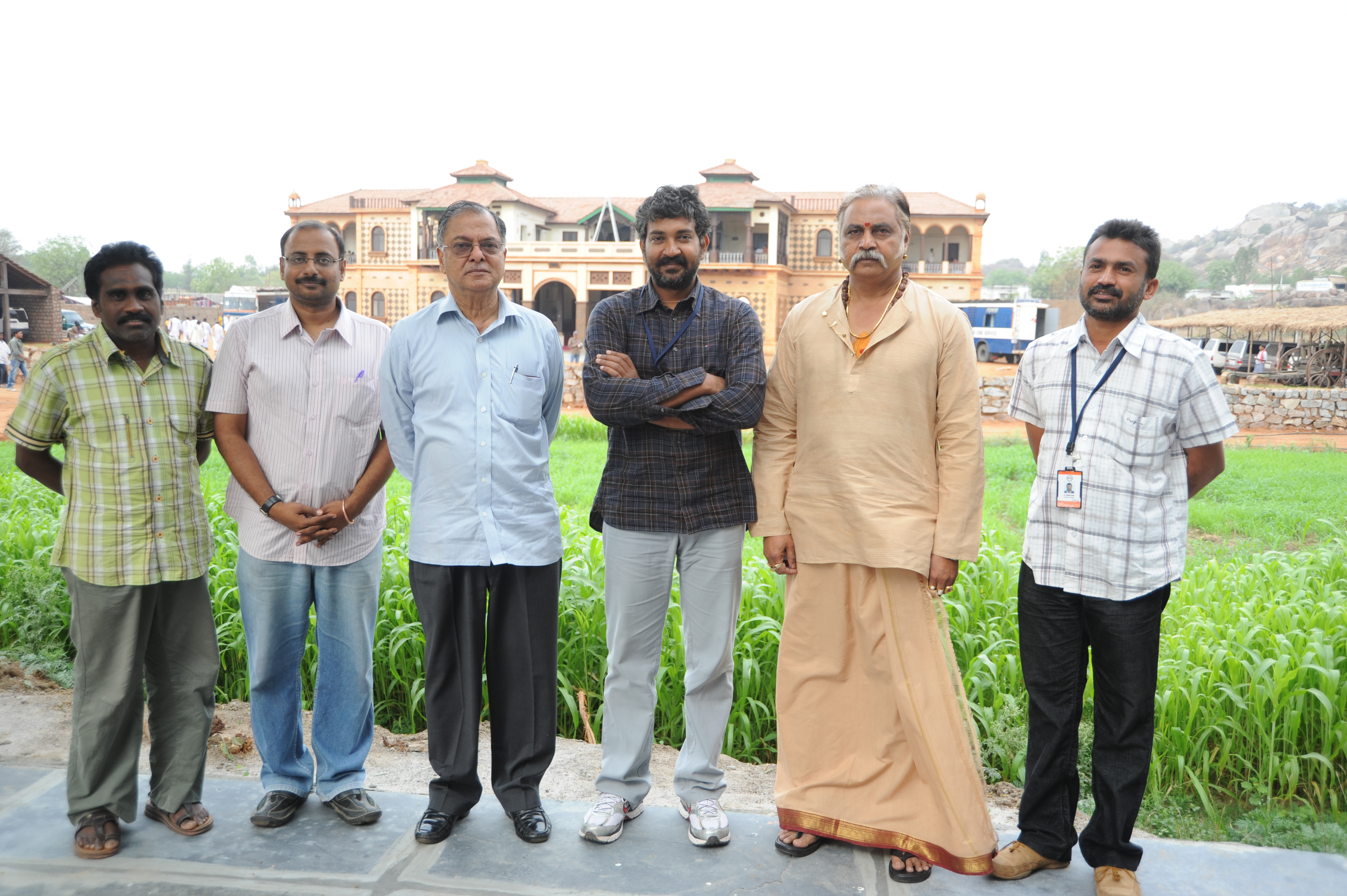
ラージャマウリと従兄弟たち

幼少期からインド神話のコミックを読み、自身の作品に大きく影響を受けている。また、人生において母親や義姉、妻などの女性から大きな影響を受けているとも語っている。
映画を製作する際には、父ヴィジャエーンドラ・プラサードや従兄キーラヴァーニなど同じスタッフを起用することが多く、その理由として自身のビジョンを的確に伝えやすく、スピーディに具現化してくれるためと語っている。脚本については、10分ごとに観客の心拍数を上げるような場面を緻密な計算に基づいて構成していくと語っている。
影響を受けた監督、尊敬する監督としてシャンカル、ラージクマール・ヒラーニ、クリストファー・ノーラン、黒澤明、メル・ギブソンを挙げている。また、好きな俳優にはブルース・リー、好きな映画には『幻想市場』『炎』『ベン・ハー』『ライオン・キング』『隠し砦の三悪人』『七人の侍』『羅生門』を挙げている。

## フィルモグラフィー

### 映画
| 年   | 作品                    | 監督 | 脚本 | 原案 | 備考                 |
| ---- | ----------------------- | ---- | ---- | ---- | -------------------- |
| 2001 | Student No.1            | Yes  | No   | No   |                      |
| 2003 | Simhadri                | Yes  | Yes  | No   |                      |
| 2004 | Sye                     | Yes  | Yes  | No   | カメオ出演           |
| 2005 | チャトラパティ          | Yes  | Yes  | No   |                      |
| 2006 | Vikramarkudu            | Yes  | Yes  | No   |                      |
| 2007 | ヤマドンガ              | Yes  | Yes  | No   |                      |
| 2008 | Rainbow                 | No   | No   | No   | カメオ出演           |
| 2009 | マガディーラ 勇者転生   | Yes  | Yes  | No   |                      |
| 2010 | あなたがいてこそ        | Yes  | Yes  | No   |                      |
| 2011 | Rajanna                 | No   | No   | No   | アクションシーン監督 |
| 2012 | Andala Rakshasi         | No   | No   | No   | 製作                 |
| 2012 | マッキー                | Yes  | Yes  | Yes  |                      |
| 2015 | バーフバリ 伝説誕生     | Yes  | Yes  | No   |                      |
| 2016 | Majnu                   | No   | No   | No   | カメオ出演           |
| 2017 | バーフバリ 王の凱旋     | Yes  | Yes  | No   |                      |
| 2022 | RRR                     | Yes  | Yes  | No   |                      |
| 2022 | Radhe Shyam             | No   | No   | No   | テルグ語版ナレーター |
| 2024 | カルキ 2898-AD          | No   | No   | No   | カメオ出演           |
| 2024 | RRR:ビハインド&ビヨンド | Yes  | No   | No   | ドキュメンタリー     |

### テレビ/ウェブシリーズ
| 年        | 作品                                             | クレジット   | 放送局          | 備考             | 出典   |
| --------- | ------------------------------------------------ | ------------ | --------------- | ---------------- | ------ |
| 2002      | Santhi Nivasam                                   | 監督         | ETV             |                  | [ 63 ] |
| 2008      | Yuva                                             | 出演         | MAA TV          |                  | [ 64 ] |
| 2010      | Come on India                                    | 司会         | HMTV            |                  | [ 65 ] |
| 2015      | Bollywood and Beyond: A Century of Indian Cinema | 出演         | BBC Four        | ドキュメンタリー | [ 66 ] |
| 2017-2020 | バーフバリ 失われた伝説                          | 製作総指揮   | Netflix         |                  | [ 67 ] |
| 2024      | モダン・マスターズ:S・S・ラージャマウリ          | 出演         | Netflix         | ドキュメンタリー | [ 68 ] |
| 2024      | Baahubali: Crown of Blood                        | クリエイター | Disney+ Hotstar |                  | [ 69 ] |